# Xenorhiza robertsi
Xenorhiza robertsi är en biart som beskrevs av Hirashima 1996. Xenorhiza robertsi ingår i släktet Xenorhiza och familjen korttungebin. Inga underarter finns listade i Catalogue of Life.